# MoltenVK
MoltenVK ist eine Softwarebibliothek, mit der Vulkan-Anwendungen auf den Betriebssystemen iOS, macOS, tvOS von Apple auf Metal ausgeführt werden können.
Es ist die erste Softwarekomponente, die von der Vulkan Portability Initiative veröffentlicht wurde, einem Projekt, bei dem eine Teilmenge von Vulkan auf Plattformen ausgeführt wird, denen native Vulkan-Treiber fehlen.
Im Vergleich zu einer nativen Vulkan-Implementierung gibt es einige Einschränkungen.

## Geschichte
MoltenVK wurde erstmals am 27. Juli 2016 von The Brenwill Workshop als proprietäres und kommerziell lizenziertes Produkt veröffentlicht.
Am 31. Juli 2017 kündigte Khronos die Bildung der Vulkan Portability Initiative an.

### Open Source
Am 26. Februar 2018 gab Khronos bekannt, dass Vulkan über die MoltenVK-Bibliothek für macOS- und iOS-Produkte verfügbar wurde. Valve kündigte an, dass Dota 2 auf macOS unter Verwendung der Vulkan-API mit Hilfe von MoltenVK laufen wird, und dass sie mit dem Entwickler The Brenwill Workshop Ltd. vereinbart haben, MoltenVK als Open-Source-Software unter der Apache-Lizenzversion 2.0 zu veröffentlichen.
Am 30. Mai 2018 wurde Qt mit Vulkan für Qt auf macOS mit MoltenVK aktualisiert. Am 31. Mai 2018 wurde die optionale Vulkan-Unterstützung für Dota 2 auf macOS veröffentlicht. Am nächsten Tag waren Benchmarks für das Spiel verfügbar, die eine bessere Leistung mit Vulkan und MoltenVK im Vergleich zu OpenGL zeigten. Am 20. Juli 2018 wurde Wine mit Vulkan-Unterstützung auf macOS mit MoltenVK aktualisiert. Am 29. Juli 2018 wurde die erste App mit MoltenVK nach anfänglicher Ablehnung in den App Store aufgenommen. Am 6. August 2018 hat Google Filament als Open-Source veröffentlicht, eine plattformübergreifende Physically Based Rendering-Engine mit MoltenVK für macOS/iOS. Am 28. November 2018 veröffentlichte Valve Artifact, ihr erstes Vulkan-only-Spiel auf macOS mit MoltenVK.

### Version 1.0
Am 29. Januar 2019 wurde MoltenVK 1.0.32 mit einem frühen Prototyp der Vulkan Portability Extensions veröffentlicht. RPCS3- und Dolphin-Emulatoren wurden mit Vulkan-Unterstützung auf macOS mit MoltenVK aktualisiert. Am 13. April 2019 wurde MoltenVK 1.0.34 mit Unterstützung für Tessellation veröffentlicht. Am 30. Juli 2019 wurde MoltenVK 1.0.36 für Metal 3.0 veröffentlicht. Am 31. Juli 2020 wurde MoltenVK 1.0.44 veröffentlicht, das Unterstützung für die tvOS-Plattform hinzufügt. Am 23. Januar 2020 wurde MoltenVK aktualisiert, um einige der neuen Funktionen von Vulkan 1.2 ab Vulkan SDK 1.2.121 zu unterstützen.

### Version 1.1
Am 1. Oktober 2020 wurde MoltenVK 1.1.0 veröffentlicht und bietet volle Unterstützung für Vulkan 1.1, ab Vulkan SDK 1.2.154.
Am 9. Dezember wurde Version 1.1.1 veröffentlicht, die Unterstützung für Vulkan auf Apple M1-GPUs und Unterstützung für die Mac Catalyst-Plattform für die Portierung von iOS/PadOS-Apps auf macOS bietet.

### Version 1.2
Am 18. Oktober 2022 wurde MoltenVK 1.2.0 veröffentlicht und bietet volle Unterstützung für Vulkan 1.2, ab Vulkan SDK 1.3.231. Viele der neuen Features benötigen allerdings Unterstützung von Metal 3, das Mitte 2022 veröffentlicht wurde.